# Joseph Berres
Joseph Berres (né le 18 mars 1796 à Göding; † le 24 décembre 1844 à Vienne), est un médecin et anatomiste autrichien. Pionnier de la photographie médicale, il a été anobli baron von Perez en 1842.

## Biographie sommaire
Fils de médecin de campagne, il officie comme barbier-chirurgien au cours de la Campagne d'Allemagne puis étudie la chirurgie à Vienne. Cinq ans plus tard, il est appelé à enseigner à l'Université de Vienne 1830, où ses découvertes anatomiques lui valent une réputation internationale : en particulier, il utilise systématiquement le microscope en anatomie. Vers la fin des années 1830, il prend un grand intérêt pour la daguerréotypie, qui va permettre de fixer l'aspect des organes avec toute la précision désirable. Il invente un moyen d'imprimer l'image des  daguerréotypes en grande série. En 1834, son université lui décerne le titre de docteur honoris causa, et en 1842 la Couronne d'Autriche l'anoblit baron von Perez. Il meurt d'une crise cardiaque en 1844. Son tombeau se trouve dans la chapelle du lieu-dit Am Kreuzberg, à Weyer.
Son fils Joseph Berres optera pour une carrière militaire, et accédera au grade de général à sa retraite en 1867. Il se fera ensuite l'élève du peintre Karl Theodor von Piloty de Munich, et se fera connaître dans les tableaux de genre.